# Фау Анатолій Євгенович
Анатолій Євгенович Фау (19 жовтня 1931, місто Саратов, тепер Російська Федерація — 1 червня 1987, місто Львів) — український радянський діяч, бригадир склодувів, пресувальник Львівського виробничого об'єднання «Кінескоп» Львівської області. Герой Соціалістичної Праці (16.01.1974).

## Біографія
Народився в родині робітника. У 1943 році закінчив сім класів школи № 36 міста Саратова.
Трудову діяльність розпочав у травні 1943 року учнем токаря Саратовського метизного заводу імені Леніна, потім працював там же токарем 2-го розряду.
У 1946 році разом із родиною переїхав до Львова. Поступив на Львівський завод № 647 учнем автослюсаря. У 1948 році перейшов на Львівський електроламповий завод учнем видувальника скла. Через два роки засвоїв професію і почав працювати самостійно склодувом 4-го розряду.
З березня 1951 року по грудень 1954 року проходив строкову службу в частинах МВС в місті Москві. Після звільнення в запас повернувся до Львова.
У лютому 1955 роки повернувся на своє підприємство, перетворене в Львівський електровакуумний завод, був знову зарахований у склодуви скляного цеху. З 1958 року працював оператором механічного штампування, через два роки засвоїв нову професію — пресувальника склоформуючих машин, працював на пресі «РВМ».
Член КПРС з 1962 року.
У 1964 році завод практично повністю перейшов на випуск кінескопів та отримав нове найменування — Львівський завод кінескопів. Анатолій Фау продовжував працювати пресувальником в цеху № 1, одним з перших в СРСР засвоїв виготовлення суцільноскляних балонів для кінескопів.
Указом Президії Верховної Ради СРСР від 16 січня 1974 року («секретним») Анатолію Фау присвоєно звання Героя Соціалістичної Праці з врученням ордена Леніна і золотої медалі «Серп і Молот».
У 1973 році на заводі почали освоювати власне виробництво боросилікатного скла. Коли виникли проблеми і якість скломаси погіршилася, Анатолій Фау повернувся до старої професії склодува. У 1974 році став бригадиром видувальників скляного цеху № 1.
Надалі працював пресувальником гарячого скла скляного цеху № 1. У 1976 році завод став головним підприємством Львівського виробничого об'єднання «Кінескоп» (до складу якого увійшли Львівський завод кінескопів і завод «Явір»).
З листопада 1981 року — персональний пенсіонер союзного значення в місті Львові.
Помер 1 червня 1987 року. Похований в місті Львові.

## Родина
Дружина, Марія Михайлівна. Син, Євгеній. Онуки, Дмитро, Анатолій. 

## Нагороди
- Герой Соціалістичної Праці (16.01.1974)
- орден Леніна (16.01.1974)
- орден Трудового Червоного Прапора (26.04.1971)
- медалі
- Державна премія Української РСР (15.12.1981)